# JPCERT/CC
JPCERT/CC（ジェーピーサート/シーシー）は、「一般社団法人JPCERTコーディネーションセンター」の略称。
コンピュータセキュリティの情報を収集し、インシデント対応の支援、コンピュータセキュリティ関連情報の発信などを行う一般社団法人。代表理事は
菊池浩明（2018年6月〜）。

## 概要
1992年ころより、ボランティアベースで活動を始め、1996年10月に「コンピュータ緊急対応センター (JPCERT/CC)」として任意団体で発足。2003年3月に有限責任中間法人格を取得して「有限責任中間法人JPCERTコーディネーションセンター」として名前を改める。2004年5月に歌代和正が代表理事に就任。2006年10月で発足後10周年を迎えた。2009年6月18日に「一般社団法人JPCERTコーディネーションセンター」として再び名前を改め活動を続けている。
活動内容としては、インターネット定点観測システムTSUBAME(ISDASより移行)の運用のほか、日本国内におけるインシデント報告の受付対応、インシデント情報の国内外のネットワーク管理者への情報連携も行っている。
経済産業省告示「ソフトウェア等脆弱性関連情報取扱基準」に基づいて報告されたソフトウェア等製品の脆弱性情報に関する日本国内の製品開発者との調整活動では、海外のCSIRTからの脆弱性情報の国内製品開発者への展開も行っている。日本国内の製品開発者の脆弱性対応状況を公開するサイトJVN (Japan Vulnerability Notes) の運営を情報処理推進機構 (IPA) と共同で行っている。
日本で初めて、国際的なCSIRTが集まるフォーラムであるFIRSTに参加したCSIRTでもあり、アジア太平洋地域におけるCSIRTの集まりであるAPCERTの事務局もつとめている。
2018年6月21日 菊池浩明が代表理事に就任。
2018年11月26日 千代田区神田錦町から中央区日本橋本町に事務所移転した。